# Elegia XIX: Na idącą do łóżka
Elegia XIX: Na idącą do łóżka (Elegy XIX. To His Mistress Going to Bed) – wiersz siedemnastowiecznego angielskiego poety metafizycznego Johna Donne'a w formie monologu dramatycznego. Jest napisany pentametrem jambicznym, parzyście rymowanym. Prezentuje otwarte podejście do erotyki. Kończy się dwuznaczną puentą.
[...] Then, since that I may know,

As liberally as to thy midwife show

Thyself; cast all, yea, this white linen hence;

There is no penance due to innocence:

To teach thee, I am naked first ; why then,

What needst thou have more covering than a man?
Omawiany wiersz przełożył na język polski (trzynastozgłoskowcem) Stanisław Barańczak.